# Комптон, Бетти
Бетти Кемптон (англ. Betty Compton, урождённая Вайолет Холлинг Комптон (англ. Violet Halling Compton), 13 мая 1904 — 12 июля 1944) — американская актриса британского происхождения.
Свою карьеру начала с участия в театральных постановках в начале 1920-х годов в Нью-Йорке. В 1924 году она дебютировала на Бродвее, став вскоре одной из девушек Зигфелда в его популярных бродвейских ревю. В 1933 году она вышла замуж за бывшего мэра Нью-Йорка Джимми Уолкера, после чего завершила свою карьеру. От него родила двоих детей, а в 1941 году их брак распался. После этого она ещё раз вышла замуж, родив второму мужу, Теодору Кнаппену, ребёнка. Бетти Комптон скончалась от рака груди в 1944 году в возрасте 40 лет.